# Виляралто
Виляралто (на испански: Villaralto) е населено място и община в Испания. Намира се в провинция Кордоба, в състава на автономната област Андалусия. Общината влиза в състава на района (комарка) Вале де лос Педрочес. Заема площ от 23 km². Населението му е 1315 души (по преброяване от 2010 г.). Разстоянието до административния център на провинцията е 80 km.

## Демография
| 1996 | 1998 | 1999 | 2000 | 2001 | 2002 | 2003 | 2004 | 2005 | 2006 |
| ---- | ---- | ---- | ---- | ---- | ---- | ---- | ---- | ---- | ---- |
| 1597 | 1559 | 1533 | 1526 | 1510 | 1484 | 1458 | 1425 | 1385 | 1350 |